# Halvor Dolven
Halvor Dolven (født 13. april 2004 i Asker) er en cykelrytter fra Norge, der kører for Wanty-Nippo-ReUz.